# Big Beat Records
Big Beat Records é uma gravadora americana, pertencente a Atlantic Records Group, uma divisão da Warner Music Group.

## História
Fundada como uma gravadora indie em 1987 pelo DJ Craig Kallman aos 22 anos na cidade de Nova Iorque, a empresa inicialmente operava fora do apartamento dos pais de Kallman. Depois de alcançar alguma notoriedade na circuito underground da música eletrônica, Doug Morris — então chefe da Atlantic Records — trouxe Kallman e a Big Beat para o Atlantic se estabilizando em 1991. A Atlantic adquiriu o rótulo definitivamente, em 1992.
Apesar de que o rótulo fosse originalmente focado na house music, sendo estabelecido muitas vezes como vanguarda da cena musical de Nova Iorque, inevitavelmente, levou a Big Beat a abraçar o crescimento do gênero hip-hop na década de 1990. Ela também tinha uma sub-gravadora chamada Turnstyle. Em 1998, Kallman foi promovido a vice-presidente da Atlantic. Após sua promoção, a Big Beat (e a maioria de seu conjunto) foi posteriormente absorvida pela sua empresa-mãe.
A Big Beat inclui os artistas Lil' Kim (sob a gravadora da Big Beat, Undeas), Po' Broke & Lonely, Mad Skillz, Changing Faces, Robin S., Junior Mafia, Artifacts, Art n' Alma, Jomanda, Double X Posse, Jody Watley, The Bucketheads, Jay Williams, David D'Or e Quad City DJs.

### Relançamento
A Big Beat foi relançada como uma marca da Atlantic de dança-orientada no início de 2010, com Wynter Gordon, Chromeo, Chuckie, Knife Party, Martin Solveig, Teddybears, Sebastian, Icona Pop, Cash Cash e Skrillex no seu elenco.
O músico francês de house David Guetta tornou-se parte do Big Beat, em 2013, após a compra da Parlophone (dos quais a maioria dos rótulos regionais da EMI estavam alinhados com o desinvestimento após a sua fusão com a Universal Music Group) pela Warner Music Group.